# Clerota jansoni
Clerota jansoni är en skalbaggsart som beskrevs av Thierry Bourgoin 1926. Clerota jansoni ingår i släktet Clerota och familjen Cetoniidae. Inga underarter finns listade i Catalogue of Life.